# Vilbeler Landstraße
Die Vilbeler Landstraße ist eine wichtige Tangentialstraße im östlichen Stadtteil von Frankfurt am Main. Sie verbindet die Stadtteile Fechenheim, Seckbach und Bergen-Enkheim und endet am südlichen Gemarkungsrand von Bad Vilbel.

## Verlauf
Verlaufsgalerie von Süd nach Nord:

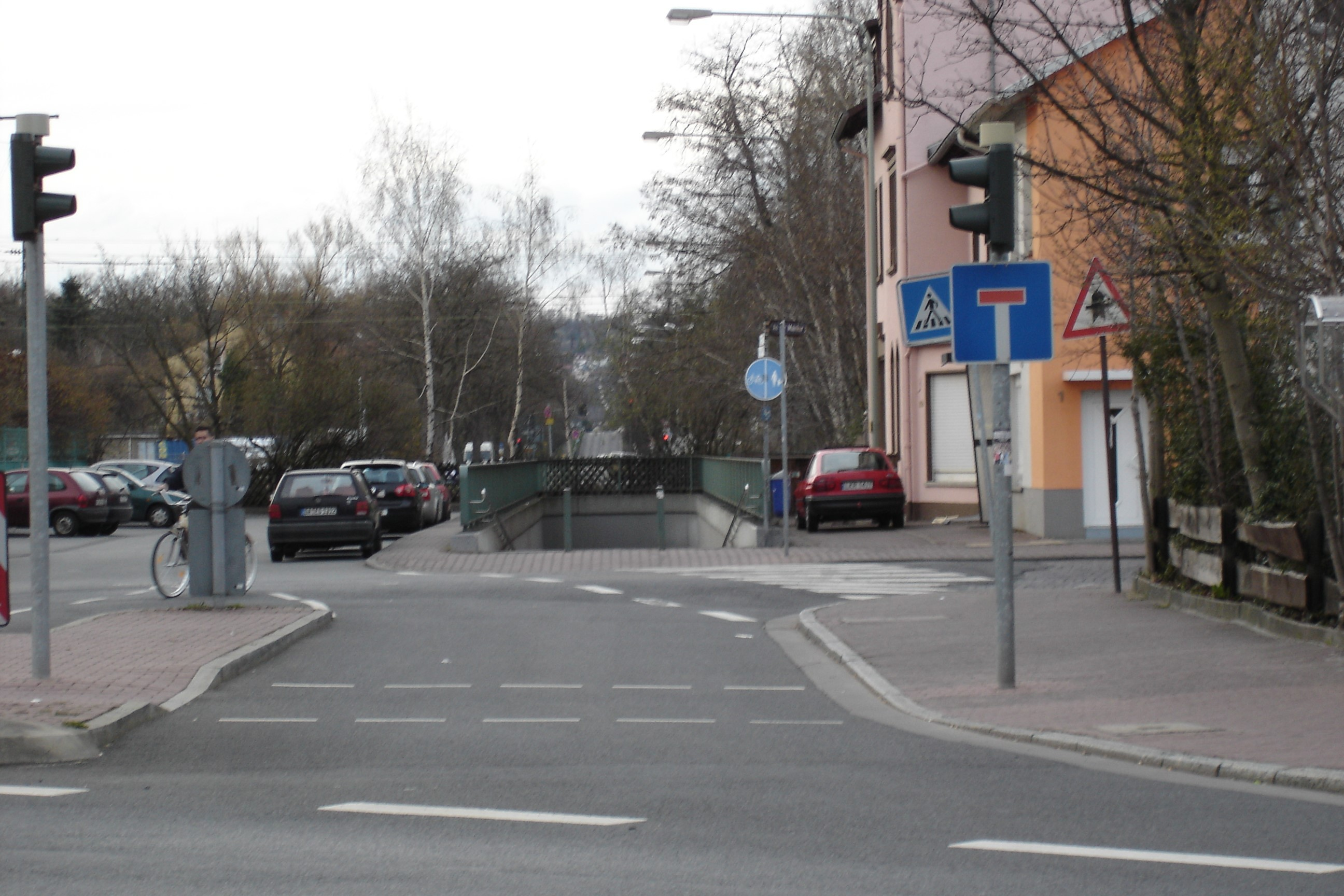
Anfang an der Mainkur in Fechenheim, mit Blick auf die Bahnunterführung und die Brücke über die A66
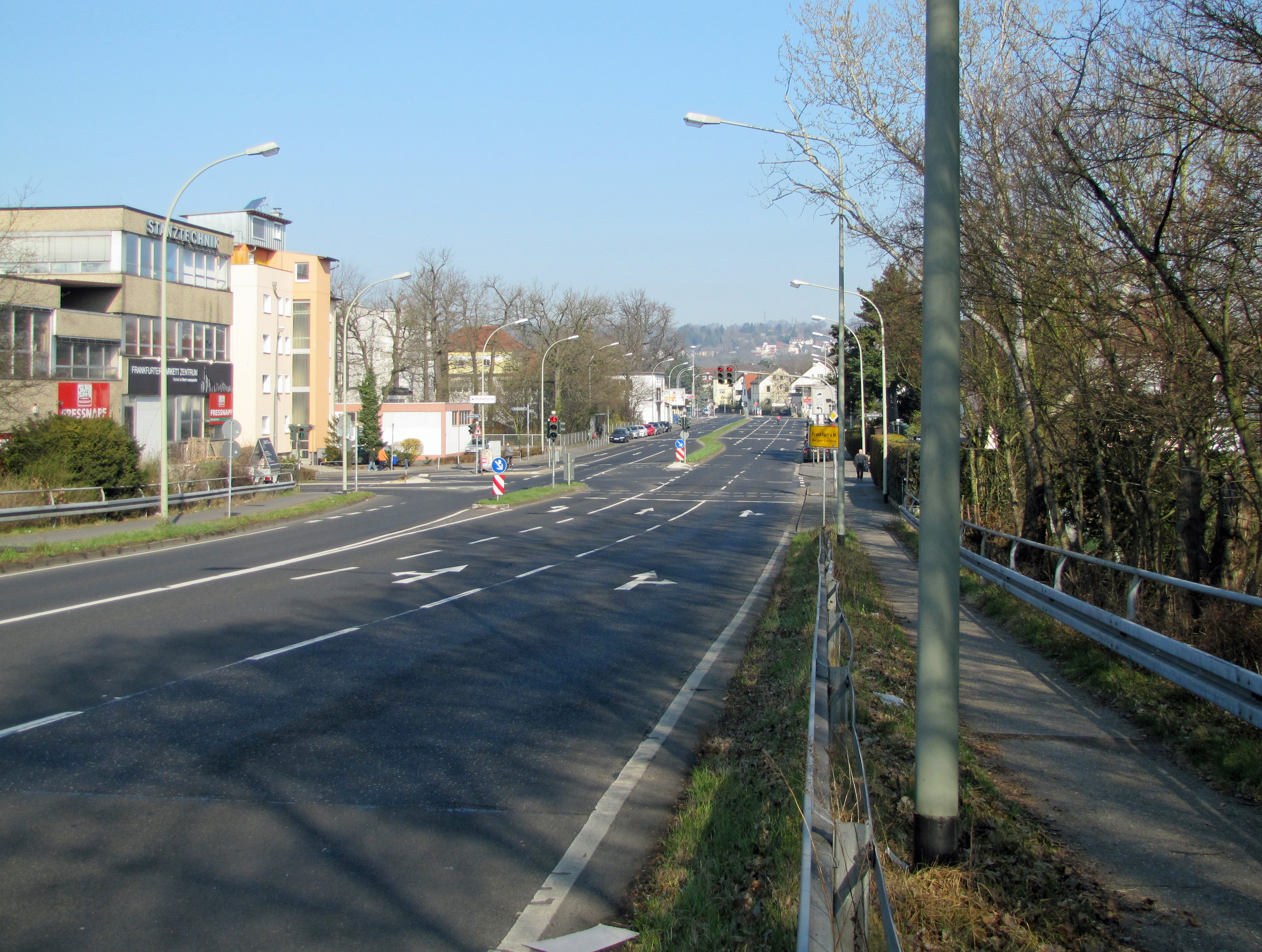
In Enkheim
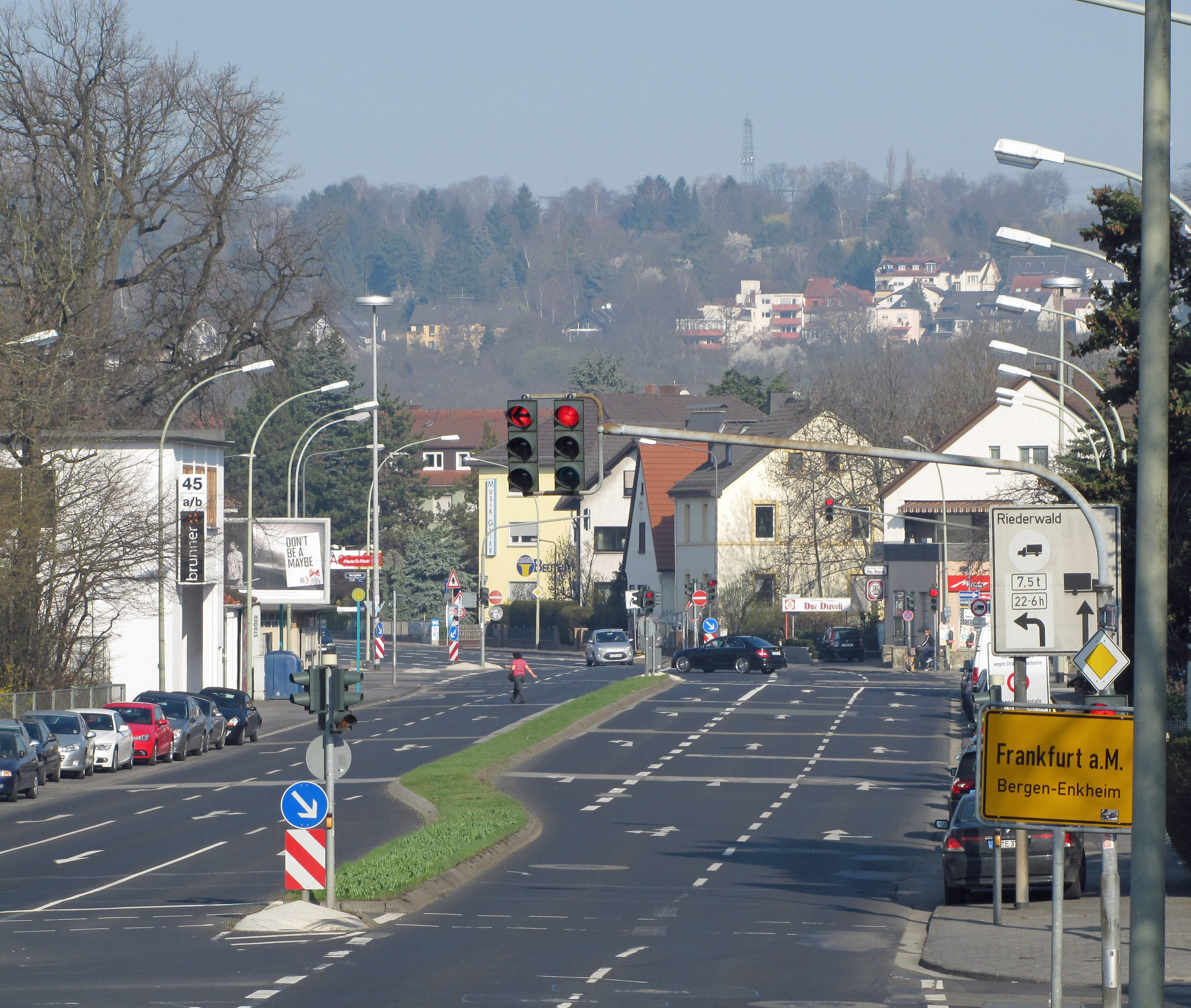
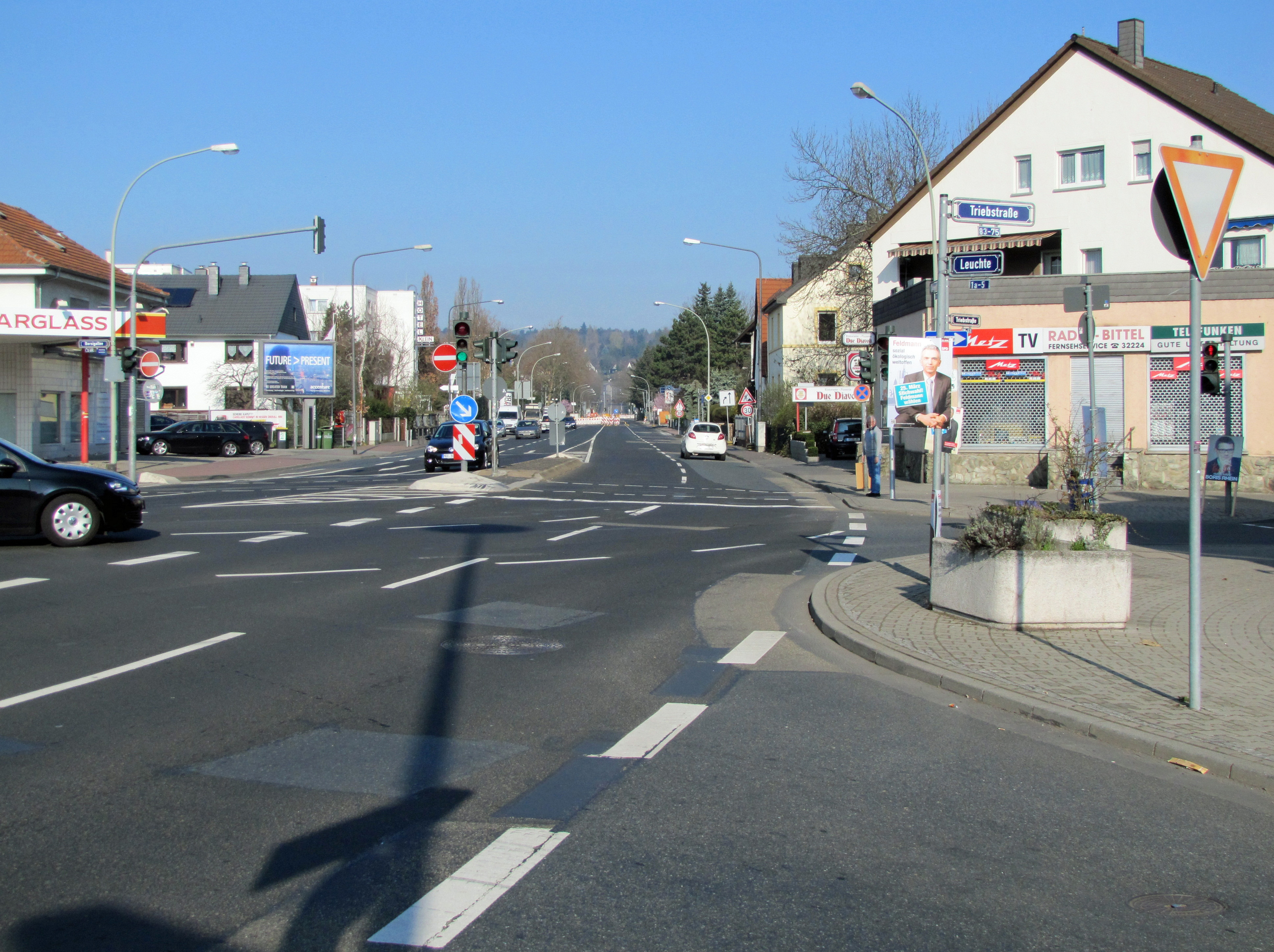
Von der Kreuzung Borsigallee/Triebstraße/Leuchte
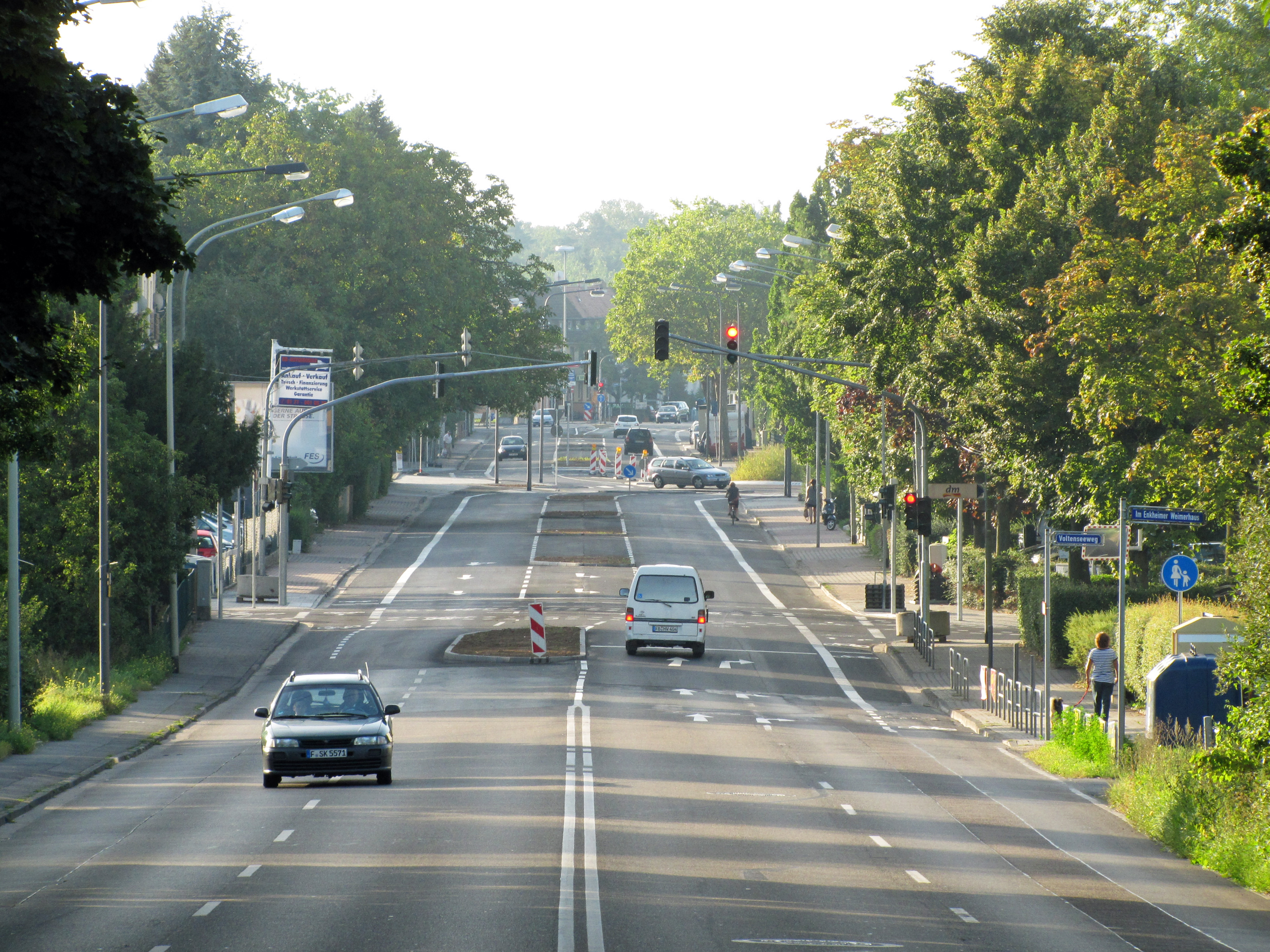
August 2012, nach Umbau, zwischen Taschner-/Voltenseestraße und Leuchte/Borsigallee (Blick von Nord)
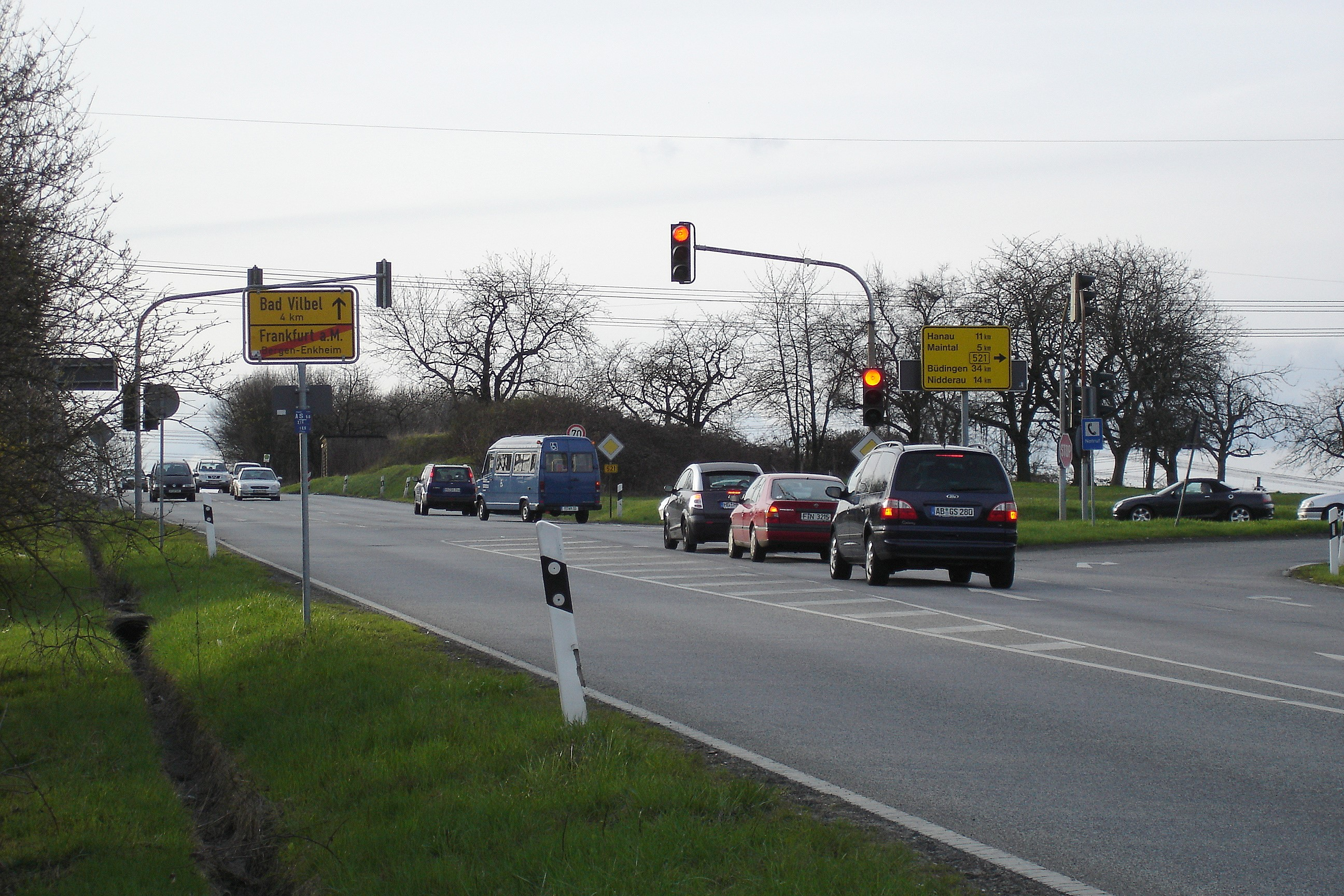
Anschluss an die Bundesstraße 521 nach Bad Vilbel (geradeaus) und Büdingen (nach rechts), in Bergen

Die Vilbeler Landstraße beginnt an der Mainkur im Stadtteil Fechenheim. Hier wird sie durch die Bahngleise der Frankfurt-Hanauer Eisenbahn unterbrochen (Unterführung mit Geh- und Radweg), setzt sich danach  bis zur Kreuzung Birsteiner-/Kilianstädter Straße und durch den Fechenheimer Wald (vorbei am Heinrich-Kraft-Park) fort. Nach Überquerung der Autobahn A 66 erreicht sie den südlichen Ortseingang von Enkheim. In Enkheim passiert die Straße die Borsigallee in der Nähe des Hessen-Centers, vorbei an der Endstation der U-Bahn-Linien U4 und U7 (Haltestelle Enkheim) in nordwestlicher Richtung.
Kurz hinter der Kreuzung Voltensee-/Taschnerstraße beginnt die erste Steigungsstrecke. Einige Meter oberhalb des Florianweges (Querstraße von rechts), führt die Straße durch Seckbacher Gebiet (früher Rumpenheimer Straße). An der Abzweigung der Wilhelmshöher Straße im Stadtteil Seckbach führt sie mit einer weiten Rechtskurve vorbei unterhalb der Trasse der dort mittlerweile eingestellten Straßenbahnlinien 32, 20 und 12. Die Straße führt weiterhin ansteigend mit einer spitzwinkeligen Linkskurve vorbei an der Abzweigung Marktstraße in Bergen, weiter geradeaus bergauf bis zum Ortsausgang von Bergen kurz vor der Berger Warte. Dort, auf dem Kamm des Berger Rückens, geht die Vilbeler Landstraße als Bundesstraße 521 in eine etwa einen Kilometer lange Gefällstrecke über und mündet kurz hinter der Stadtgrenze Bad Vilbels in die dortige Frankfurter Straße.

## Geschichte
Die Straße von Fechenheim nach Vilbel ist schon sehr alt. Seit der Römerzeit – und wahrscheinlich noch länger – gibt es diese Verbindung, wobei der genaue Verlauf der historischen Straße unbekannt ist. Ein markanter Kreuzungspunkt ist der mit der Hohen Straße (Ortsausgang Richtung Büdingen), einer steinzeitlichen Verbindung Marköbel–Bergen–Höchst bis zur Mündung der Nidda.
Vor der Eingemeindung Bergen-Enkheims im Jahr 1977 trug die heutige Vilbeler Landstraße verschiedene Namen. Von der Grenze zwischen Fechenheim und Enkheim hieß sie zunächst Fechenheimer Straße, dann bis zur jetzigen Abzweigung des Florianwegs Mainkurstraße. Danach – auf Seckbacher, also Frankfurter Gebiet – trug sie bis zur Stadtgrenze an der Endhalteschleife der Straßenbahnlinie 32 (später 20 beziehungsweise 12) den Namen Rumpenheimer Straße. Es folgte ein Stück namens Offenbacher Landstraße (bis zum Abzweig Marktstraße – die Kreuzung hieß früher Lindenplatz). Nach der Linkskurve hatte sie die Namen Vilbeler Straße beziehungsweise Vilbeler Landstraße bis zur Stadtgrenze nach Bad Vilbel.
Die Straße zwischen Fechenheim und Enkheim wurde 1818 gebaut, 1820 wurde die Pflasterung bis zur Berger Höhe und 1823 der Rest bis zur Landesgrenze ausgebaut.
Im Jahre 1961 machte der Schüler Heinz Ackermann beim Erdaushub (damals Offenbacher Landstraße 9) einen bemerkenswerten Fund. Er fand in ca. 1,5 m Tiefe einen Faustkeil, dessen Alter auf 120.000 Jahre datiert wurde. Der Fund wird heute im Heimatmuseum Bergen-Enkheim ausgestellt.

## Umbau
Bis Juli 2012 wurde der Bereich zwischen den Kreuzungen „Borsigallee/Triebstraße/Leuchte“ und „Voltensee-/Taschnerstraße“ umgestaltet.